# Ariana Yolanda Cepeda de la Mora
Ariana Yolanda Cepeda de la Mora (2 de julio de 1986) es una pelotari mexicano. En el Campeonato del Mundo de Pelota Vasca de 2006 obtuvo la  medalla de bronce en la especialidad de Paleta goma trinquete al lado de Rosa María Flores Buendía.